# Villanueva del Rosario
Villanueva del Rosario è un comune spagnolo di 3 422 abitanti situato nella comunità autonoma dell'Andalusia.

## Geografia fisica
Il comune è attraversato dal fiume Guadalhorce.